# Канадские мученики
Канадские мученики — группа из восьми святых мучеников Римско-Католической Церкви, которые были французскими миссионерами из монашеского ордена иезуитов, погибшими в Северной Америке в XVII веке. Эта группа состоит из шести священников и двоих братьев монахов. Являются покровителями Канады.

## История мученичества
Канадские мученики проповедовали католицизм на территории Новой Франции (ныне — Канада) и в северной части штата Нью-Йорк среди индейцев племён гуронов и ирокезов. В 1639 году иезуиты основали на территории племени гуронов миссию «Святая Мария среди гуронов», которая просуществовала до 1649 года. Миссионерская деятельность иезуитов встретила сопротивление со стороны индейских шаманов, которые всячески противились проповедованию христианства среди индейцев, обвиняя миссионеров в чародействе и преднамеренном распространении болезней. Несмотря на сопротивление и преследование, католические миссионеры проповедовали христианскую веру индейцам. Во время племенных войн были схвачены и замучены. В католицизме считается, что такая участь постигла их за исповедание христианства. При этом обстоятельства гибели большинства канадских мучеников связаны с тем, что они были ассоциированы с племенами-союзниками французов, и соответственно в ходе боевых действий истреблялись племенами-союзниками англичан.
21 июня 1922 года папа римский Пий XI беатифицировал и он же 29 июня 1930 года канонизировал в группе канадских мучеников следующих миссионеров:
1. Антуан Даниэль (1601—1648);
2. Габриель Лалеман (1610—1649);
3. Иссак Жог (1607—1646);
4. Жан де Бребёф (1593—1649);
5. Жан де Лалан (? — 1646)
6. Шарль Гарнье (1606—1649)
7. Ноэль Шабанель (1613—1649);
8. Рене Гупиль (1608—1642).

День памяти канадских мучеников в Католической Церкви — 19 октября (в Канаде — 26 сентября).

## Источник
- Hugo Hoever SOCist: Żywoty świętych Pańskich. przekład Zbigniew Pniewski. Warmińskie Wydawnictwo Diecezjalne, 1983, стр. 381.